# Ochthodium aegyptiacum
Ochthodium aegyptiacum är en korsblommig växtart som först beskrevs av Carl von Linné, och fick sitt nu gällande namn av Dc. Ochthodium aegyptiacum ingår i släktet Ochthodium och familjen korsblommiga växter. Inga underarter finns listade i Catalogue of Life.

## Bildgalleri

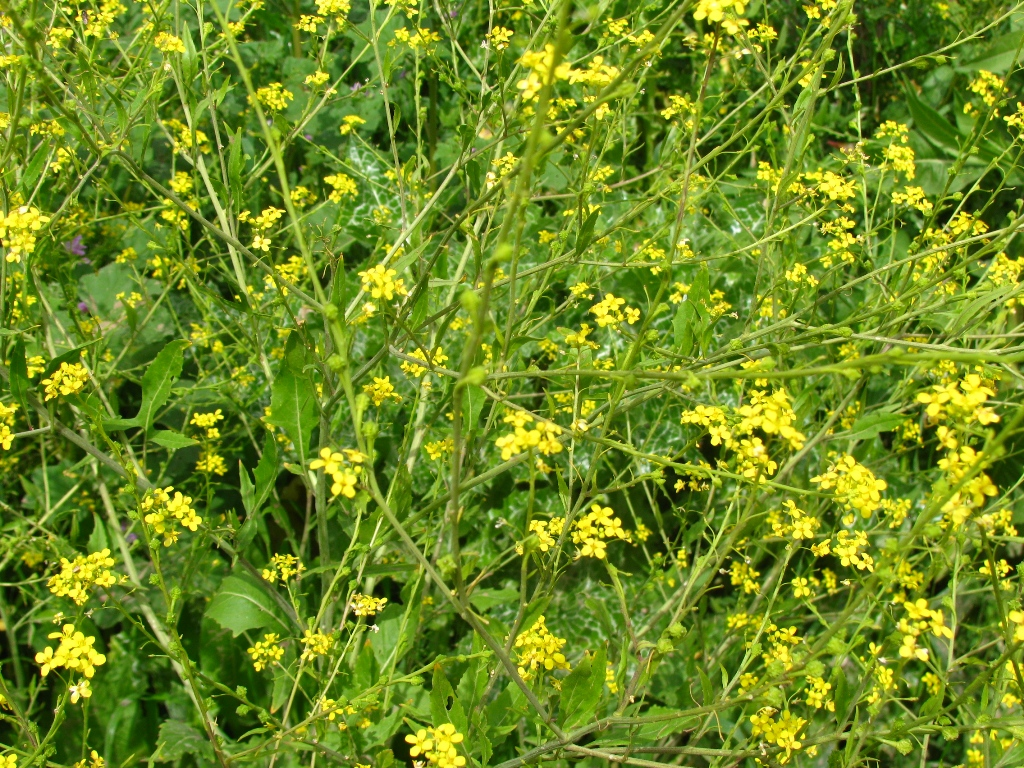